# Илич, Мирослав
Мирослав Илич (серб. Мирослав Илић; 10 декабря 1950, Мрчаевци, Югославия)  — югославский и сербский певец, композитор, автор текстов, актёр. Знаменит благодаря своему сильному, эмоциональному голосу и музыке, которая сочетает в себе черты западной поп-музыки и балканского фолка. Тексты его песен посвящены любви, чувствам, они могут выражать как радость и восторг, так и печаль и грусть. Также у Мирослава Илича много патриотических песен. В его аранжировках традиционные балканские музыкальные инструменты переплетаются с современными электромузыкальными инструментами (синтезатор, электрогитара, драм-машина). Творчество Мирослава Илича популярно не только в Сербии, но и в других странах, где есть сербская диаспора.

## Карьера
Мирослав Илич окончил гимназию в сербском городе Чачак, затем учился на электротехника в университете в Скопье. Талант его проявился рано, ещё будучи мальчиком он записал мини-пластинку «Послушајте песму моју». Настоящий успех пришёл к Мирославу после выхода пластинки «Волео сам девојку из града», которая прославила его имя на всю Сербию. Мирослав Илич выпустил и много других хитов. Сложно представить его репертуар без песен «Зовеш ме на вино», «Теби» и «Балада о нама».

## Студийные альбомы
- Овом те песмом поздрављам (1973)
- Волео сам девојку из града (1975)
- Срели смо се, било је то давно (1979)
- У свет одох мајко (1980)
- Тако ми недостајеш (1981)
- Схватио сам, не могу без тебе (1982)
- Поздрави је, поздрави (1983)
- Путујем, путујем (1984)
- Један дан живота (Брена & Мирослав Илић)(1985)
- Зовеш ме на вино (1985)
- Теби (1986)
- Мислиш ли на мене (1987)
- Балада о нама (1988)
- Лажу да време лечи све (1989)
- Шта ће нама туговање (1990)
- Прошлост моја (1993)
- Пробуди се срце моје (1996)
- Чувајте ми песме (1998)
- Што си рано заспала (1999)
- Тек смо почели (2001)
- Може ли се пријатељу (2002)
- Ето мене (2004)
- Дајем реч (2005)
- Мани ме година (2010)